# Paul Martin (regissör)
Paul Martin, född 8 februari 1899 i Österrike-Ungern, död 26 januari 1967 i Västberlin, var en ungersk filmregissör och manusförfattare som främst arbetade i Tyskland. Han började sin karriär som assisterande regissör 1929 och regidebuterade 1932 med Hans Albers-komedin Hoppla, här kommer jag! Martin stod senare under 1930-talet för regin till några populära komedifilmer med Willy Fritsch och Lilian Harvey i huvudrollerna. Han gjorde ett misslyckat försök att starta en karriär i USA med filmen Orientexpressen 1934. Martin var fortsatt aktiv som regissör fram till sin död 1967 och hade då regisserat över 50 filmer.

## Filmregi, urval
- 1932 – Hoppla, här kommer jag!
- 1932 – En gyllene dröm
- 1932 – En fransk kavaljer
- 1934 – Orientexpressen
- 1935 – Svarta rosor
- 1936 – Födelsemärket
- 1937 – De sju örfilarna
- 1937 – Fanny Elssler
- 1951 – Kärleksdrömmar